# 贝丝·波特
贝丝·波特（英語：Beth Potter，1991年12月27日—）生于格拉斯哥，是一名英国女子田径运动员兼铁人三项运动员。她的父亲同样也曾从事赛跑。贝丝曾接触过游泳运动。她曾参加2016年里约奥运田径女子10000米比赛，获得第34名。2017年1月，她宣布转攻铁人三项，并以参加2020年东京奥运铁人三项项目作为目标；2024年代表英國參加夏季奧林匹克運動會女子鐵人三項獲得銅牌。